# 210 aC
El 210 aC va ser un any del calendari romà prejulià. A la República i a l'Imperi Romà es coneixia com l'Any del Consolat de Marcel i Leví (o també any 544 Ab urbe condita). L'ús del nom «210 aC» per referir-se a aquest any es remunta a l'alta edat mitjana, quan el sistema Anno Domini va ser el mètode de numeració dels anys més comú a Europa.

## Esdeveniments

### Antic Egipte
- Arsínoe III, esposa i germana del rei Ptolemeu IV, dona a llum el futur Ptolemeu V. A partir de llavors, queda segrestada al palau.[2]

### Imperi Selèucida
- Antíoc III, rei selèucida, dirigeix el seu exèrcit contra el Regne grec de Bactriana amb 10.000 cavallers i guanya una batalla prop del riu Hari.[3]

### Il·líria
- Filip V de Macedònia, aliat d'Hanníbal ataca de les posicions romanse a Il·líria, però no pren Còrcira ni Apol·lònia, protegides per la flota romana. El control romà de la mar impedeix qualsevol ajuda eficaç de Cartago. La Lliga Etòlia, Esparta i el rei Àtal I de Pèrgam s'uneixen als romans en la guerra contra Filip V. Aquesta coalició obliga a Filip V a retirar els atacs al territori romà.[4]

### República Romana
- Aquest any són elegits cònsols Marc Claudi Marcel i Marc Valeri Leví.[5]
- Valeri Leví, que feia campanya a Grècia, conquereix Anticira a principis d'aquest any abans de saber que havia estat elegit cònsol en absència. No torna a Roma fins a l'estiu, perquè sembla que es va posar malalt.[6]
- Quan Valeri Leví arriba a Itàlia els habitants de Càpua li presenten queixes contra el procònsol Quint Fulvi Flac i els sicilians contra Claudi Marcel. Leví explica al senat les actuacions a Grècia els darrers tres anys i rep la província d'Itàlia, però per consens la canvia per la de Sicília amb el seu col·lega perquè Marcel no era ben vist a l'illa.[7]
- Valeri Leví, conquesta d'Agrigent, on Mutines, un militar libi a favor dels cartaginesos, li va obrir les portes i posa fi a l'ocupació cartaginesa de Sicília.[8]
- Marcel reagrupa l'exèrcit consular a la Pulla i conquereix Salàpia, on el notable local Blasi li obre les portes, i altres ciutats del Samni. Mentre, Hanníbal sorprèn i aniquila l'exèrcit de Gneu Fulvi Centumal a la Segona Batalla de Herdonea i Marcel marxa contra el cartaginès. Els dos exèrcits s'enfronten prop de Numistro a Lucània en una batalla sense vencedor clar. Cridat a Roma per celebrar els comicis, no hi va, i els dirigeix com a dictador, Quint Fulvi Flac.[9]
- Hanníbal, després d'haver vençut en la batalla i desconfiant de la lleialtat dels ciutadans d'Herdonea, ordena que s'incendii la ciutat.[10]
- A Roma, aquest any, el tributum no es recull segons el cens, sinó que per urgència es recapta com es pot. Aquesta fórmula s'anomena tributum temerarium.[11]

### Hispània
- Després de la mort del seu pare, Publi Corneli Escipió, i del seu oncle, Gneu Corneli Escipió Calb, a mans dels cartaginesos, el jove Publi Corneli Escipió Africà pren el comandament de les tropes romanes a Hispània amb el càrrec de procònsol. El seu nomenament sembla indicar la poca confiança del Senat romà amb l'estratègia prudent del propretor, Gai Claudi Neró, que era comandant a Hispània, al nord de l'Ebre.[12]